# Universität Regensburg
Die Universität Regensburg (UR) ist eine 1962 gegründete und in Regensburg angesiedelte bayerische Volluniversität mit rund 20.000 eingeschriebenen Studierenden.

## Überblick

Siegel der Universität

Die Universität Regensburg ist eine Volluniversität mit 12 Fakultäten, 199 Lehrstühlen und einem breiten Spektrum von Studiengängen. Aufgrund ihrer geographischen Lage im Südosten Deutschlands versteht sich die Universität Regensburg als Brücke zwischen Ost und West; Ausdruck dieses Selbstverständnisses sind Einrichtungen wie das Europaeum und das Leibniz-Institut für Ost- und Südosteuropaforschung (IOS); zum 1. Januar 2017 wurde das IOS in die Leibniz-Gemeinschaft aufgenommen. Ein weiterer Schwerpunkt liegt auf der Lehrerbildung: etwa ein Drittel aller Studierenden ist für Lehramtsstudiengänge immatrikuliert. Die Brückenfunktion kommt auch im Siegel der Universität zum Ausdruck, das auf einer historisierenden Darstellung der Steinernen Brücke in Regensburg beruht.
Als ihre zentrale Aufgabe begreift die Universität Regensburg eine verantwortungsbewusste Ausübung von Forschung und Lehre, die sowohl der wissenschaftlichen Freiheit als auch den großen Fragen und Problemen unserer Zeit Rechnung trägt. Ein wesentliches Ziel des Bildungsauftrages liegt laut dem Leitbild der Universität in der Vermittlung von Schlüsselqualifikationen, darunter vor allem interkulturelle Kompetenz, Kommunikations- und Kooperationsfähigkeit und verantwortliches Handeln in der Gesellschaft.

## Fakultäten und Studiengänge
Die Universität ist in zwölf Fakultäten gegliedert:
- Katholische Theologie
- Rechtswissenschaft
- Wirtschaftswissenschaften
- Medizin (mit angeschlossenem Universitätsklinikum und weiteren Krankenhäusern in der Stadt und im Umfeld)
- Informatik und Data Science (Standort Bajuwarenstraße)
- Philosophie, Kunst-, Geschichts- und Gesellschaftswissenschaften
- Humanwissenschaften
- Sprach-, Literatur- und Kulturwissenschaften
- Mathematik
- Physik
- Biologie und Vorklinische Medizin
- Chemie und Pharmazie

In der Fakultät für Physik wird im Rahmen des Elitenetzwerkes Bayern seit dem Sommersemester 2015 zusätzlich zu den konventionellen Studienabschlüssen in Verbindung mit der Universität Erlangen ein für Bewerber aller Universitäten nach dem zweiten oder dritten Fachsemester offener „Forschungsstudiengang Physik“ angeboten, der über einen Bachelor- und Master-Grad in ca. sieben Jahren direkt (und besonders schnell) zur Promotion führt. An der am 6. März 2020 gegründeten Fakultät für Informatik und Data Science werden seit dem Wintersemester 2023/2024 der Bachelorstudiengang Informatik sowie der Bachelorstudiengang Data Science angeboten. Im Dezember 2024 vergab die Fakultät für Informatik und Data Science erstmals einen Doktortitel.

## International Real Estate Business School
An der Universität angesiedelt und im Vielberth-Gebäude untergebracht ist die IREBS (International Real Estate Business School), die ein eigenes Institut für Immobilienwirtschaft sowie eine eigene Immobilienakademie beherbergt. Die IREBS umfasst acht rechts- und wirtschaftswissenschaftliche Lehrstühle und Professuren sowie elf Honorar- und Gastprofessuren. An den Standorten Kloster Eberbach (Eltville), Frankfurt, Berlin, München, Düsseldorf, Hamburg und Wien bietet die IREBS Weiterbildung von Führungsnachwuchs- und Fachkräften an. In dem Ranking Real Estate Academic Leadership (REAL) wurde die IREBS im Jahr 2021 in Deutschland führend, in Europa an Platz 2 und weltweit an Platz 17 der Immobilien-Institute eingeordnet.

## Geschichte

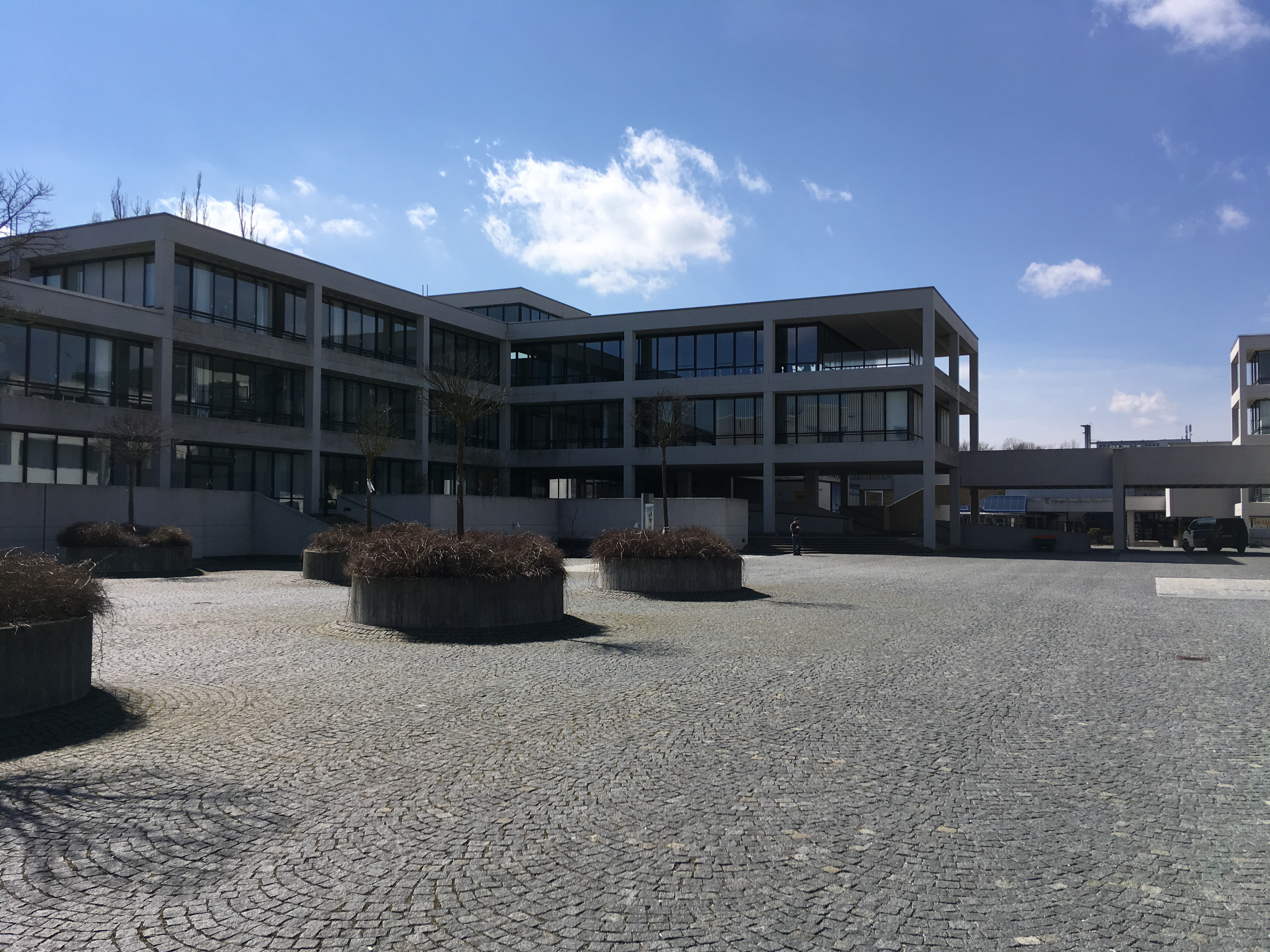
Präsidial- und Verwaltungsgebäude

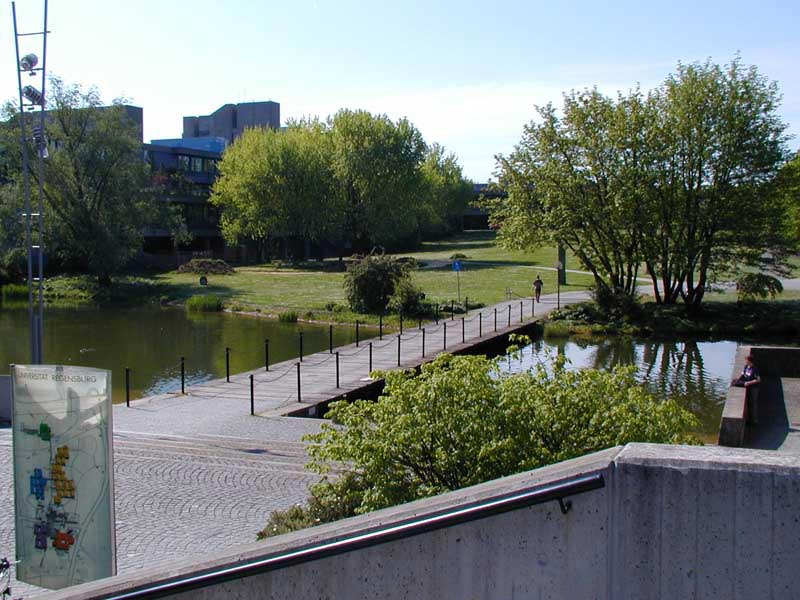
Universität Regensburg – Campus

### Vorgeschichte und Gründung
Mit dem Start des Lehrbetriebes der Universität Regensburg zur Mitte des 20. Jahrhunderts ging für die Stadt Regensburg eine schon 600 Jahre früher gehegte Absicht stark verspätet in Erfüllung: Bereits 1487 hatte Herzog Albrecht IV. von Bayern, der damals die in finanziellen Nöten befindliche Reichsstadt Regensburg in Besitz genommen hatte, gemeinsam mit dem Rat der Stadt eine Petition beim Papst eingebracht, mit der die Gründung einer Universität zu Regensburg verfügt werden sollte. Trotz des päpstlichen Einverständnisses scheiterte das Vorhaben an damaligen wirtschaftlichen Möglichkeiten und an der Vertreibung des bayerischen Herzogs durch den Kaiser aus der unter kaiserlichem Schutz stehenden Stadt Regensburg.
Der Plan einer Universitätsgründung blieb in den folgenden Jahrhunderten angesichts der langsamen wirtschaftlichen Entwicklung der Stadt eine Wunschvorstellung. Die Gründung der Universität begann erst viel später mit dem Beschluss des Bayerischen Landtags vom 10. Juli 1962.(Mittelbayerische Zeitung vom 11. Juli 1962): In Regensburg sollte eine Universität mit voll ausgebautem Forschungs- und Lehrbetrieb entstehen. Als vierte Landesuniversität Bayerns sollte die neue Universität vor allem zwei Aufgaben erfüllen: die Entlastung der bereits bestehenden bayerischen Hochschulen und die Erschließung von „Begabungsreserven“ in der Region Ostbayern. Zum Gründungsrektor wurde Götz Freiherr von Pölnitz ernannt, der aber 1965 wegen seiner Verstrickungen in den Nationalsozialismus zurücktreten musste.
Dem Beschluss zur Gründung der Universität Regensburg waren nach Ende des Zweiten Weltkriegs Abschätzungen vorausgegangen, die ergaben, dass wegen der Kriegsschäden und der verminderten Zahl von Mitarbeitern die bestehenden Universitäten in München, Erlangen und Würzburg einen ordnungsgemäßen universitären Lehrbetrieb nicht gewährleisten konnten. Auch die beiden staatlichen, bayerischen philosophisch, theologischen Hochschulen in Regensburg und Bamberg, die bisher für die Ausbildung von Priesteramtsstudenten zuständig gewesen waren, konnten keine Abhilfe schaffen, wurden aber vom Kultusministerium aufgefordert, jährlich 3000 Studierende verschiedener Fachrichtungen für die ersten Semester aufzunehmen. Daraus erwuchs in beiden Städten der Wunsch, mittels dieser provisorischen Lösungen die erhofften Gründungen von echten Volluniversitäten in beiden Städten zu erreichen und dann die beiden philosophisch-theologischen Hochschulen in die neuen Universitäten einzugliedern. Ergänzt wurden die Pläne für Regensburg durch Bemühungen des städtischen Universitätsbeauftragten Franz Schmidl, weil er sich bereits früh für die Einrichtung einer medizinischen Fakultät eingesetzt hatte. Für sein Engagement wurde er später mit der Albertus-Magnus-Medaille und mit den Bürgermedaillen der Stadt Regensburg ausgezeichnet. Am Ende der Diskussionen wurde 1948 vom Kultusministerium wegen der knappen Staatsfinanzen vorgeschlagen, eine gemeinsame Universität Bamberg-Regensburg zu gründen, mit theologischen Fakultäten an beiden Orten, mit den Geisteswissenschaften und der Medizin in Regensburg, und mit den Rechts-, Wirtschafts- und Naturwissenschaften in Bamberg.

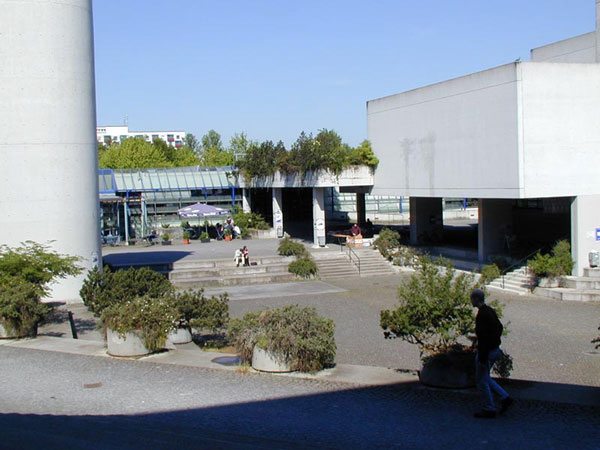
Universität Regensburg – Mensa

Nach 1948 erhöhte ein neu gegründeter Regensburger Universitätsverein mit Denkschriften und Veranstaltungen den Druck auf die örtlichen Abgeordneten erheblich. Die Forderungen zum Bau der 4. Landesuniversität in Regensburg und Bamberg wurden verstärkt und es gab Angebote für eine garantierte Finanzierung durch ein neu gegründetes Kuratorium der oberpfälzischen Wirtschaft. Den Forderungen zum Bau einer Universität schlossen sich weiterhin an: Industrie- und Handelskammern, die benachbarten Städte und Landkreise und Elternbeiräte in Regensburg und weiteren Städten. Widerstand kam weiterhin von den bestehenden bayerischen Universitäten und auch von der Bayerischen Akademie der Wissenschaften. Beide wollten die knappen finanziellen Mittel eherfür den Wiederaufbau zerstörter Institute in München verwenden, und nicht für die Gründung von auf zwei Städte verteilte Miniatur-Universitäten. Ein Gegner dieser Lösung war zunächst auch die Evangelische Kirche, die sich durch die Neugründung zweier katholischer Fakultäten benachteiligt sah. Auf der politischen Bühne im Bayerischen Landtag in München war ein weiterer Gegner die SPD, weil sie meist geneigt war, Vorschläge des erzkonservativen bayerischen Kultusministers Alois Hundhammer mehrheitlich abzulehnen. So kam es im Januar 1950 im Landtag zur Vertagung einer Abstimmung, die aber später gar nicht mehr stattfand. Erst im Oktober 1952 wurde ein neuer Vorschlag gemacht für die Gründung einer einzigen Universität in Regensburg, mit einer auf 10 Jahre verteilten und besser zu bewältigen Baufinanzierung. Auch dieser Vorschlag wurde mit großer Mehrheit abgelehnt. Noch im gleichen Jahr stellte die philosophisch-theologischen Hochschule in Regensburg ihre Ausbildung von Studienanfängern ein. Damit war die Gründung der Universität Regensburg zunächst gescheitert.
Als sich einige Jahre später 1959 zeigte, dass die bayerischen Universitäten überfüllt waren, wurde die Neugründung einer Universität in Regensburg erneut von Josef Engert angeregt. Er wurde dabei unterstützt vom im Oktober 1959 gewählten neuen Oberbürgermeister Schlichtinger, der den bereits thematisch erfahrenen Franz Schmidl erneut zum ehrenamtlichen Universitätsbeauftragten der Stadt bestellte. Auch der frühere Universitätsbauverein erwachte zu neuem Leben, rekonstruierte sich im Juni 1960 und wurde dann durch die fachliche Stellungnahme des inzwischen angerufenen deutschen Wissenschaftsrates im November 1960 bestätigt. Der Wissenschaftsrat empfahl im süddeutschen Raum eine Universität zu gründen, um eine Entlastung der Universität in München zu erreichen. Diese Empfehlung hatte weitere zustimmenden Resolutionen von Elterbeiräten und Landräten zur Folge und auch vielbeachtete zustimmende Stellungnahmen des Universitätsbauvereins und sogar des Psychiaters und Philosophen Karl Jaspers, der sich gern öffentlich zu solchen politischen Fragen äußerte.

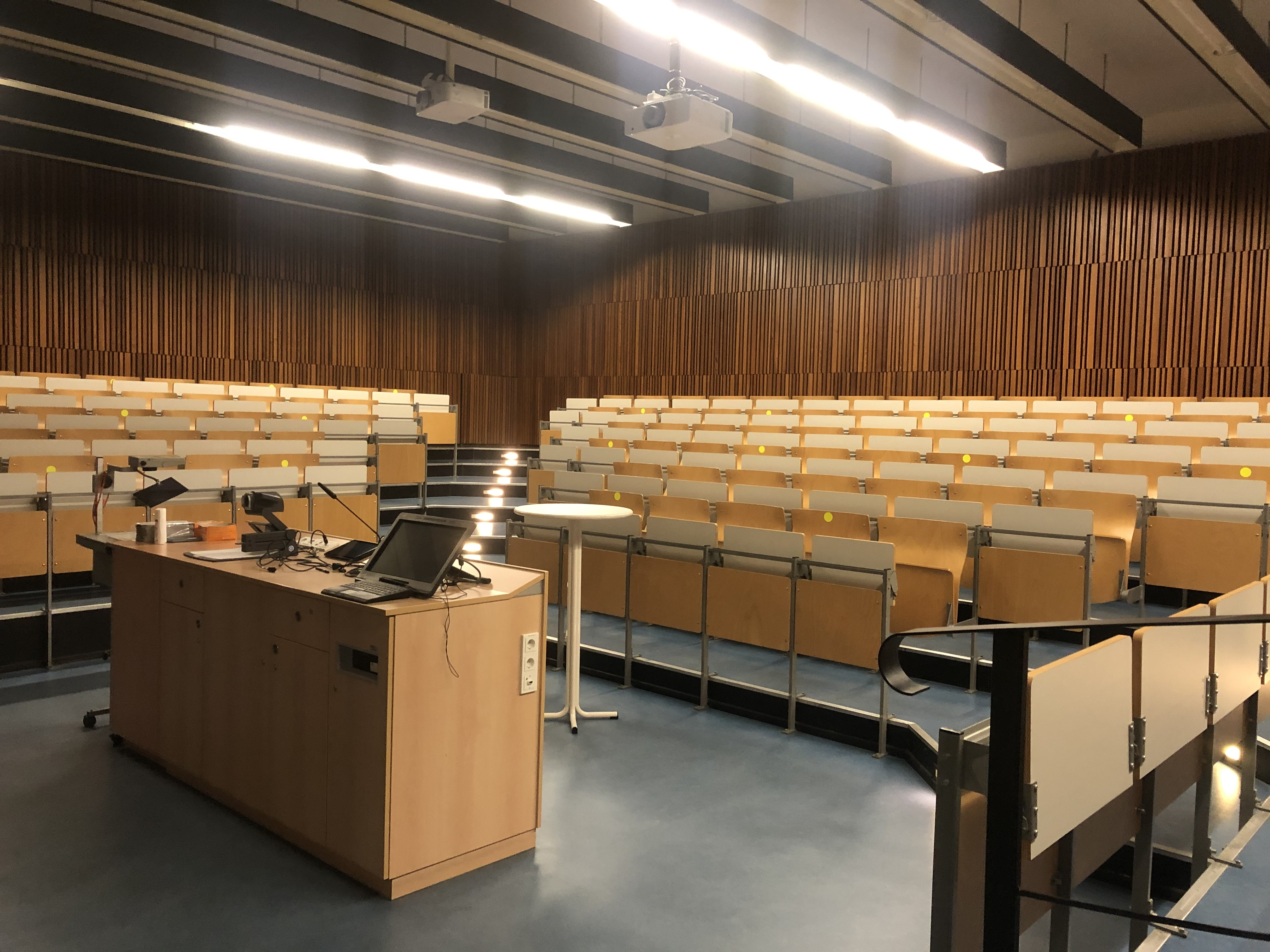
Hans-Lindner-Hörsaal mit Holzvertäfelung im Stile der Gründungszeit

Im März 1962 berief Oberbürgermeister Schlichtinger einen wissenschaftlichen Gründungsbeirat, der die geistige Planung einer einzigen vierten Landes-Universität vorlegen und damit Fakten schaffen sollte noch ehe der Landtag in München über die Gründung entschieden hatte. Um die Entscheidung des Landtags noch eindeutiger vorzuprägen, war es Schlichtinger bereits am 23. März 1961, gelungen, in einem interfraktionellen Antrag mit 71 Unterschriften die positive Einstellung der Abgeordneten zum Bau der vierten Landes-Universität in Regensburg deutlich zu machen. Am 10. Juli 1962 nahm der Bayerische Landtag die Anträge zum Bau der Universität Regensburg mit nur 10 Gegenstimmen an. Zusätzlich wurde vereinbart, die technische Fakultät in Erlangen und die medizinische Akademie in Augsburg nicht zu tangieren. In den darauf folgenden Jahren wurde die Universität nach und nach aufgebaut, bis im Sommer 1967 Franz Mayer zum ersten Regensburger Rektor gewählt wurde und am 6. November 1967 der Lehrbetrieb beginnen konnte. Anfangs zählte die Regensburger Universität 661 Studierende und 35 Professoren an drei Fakultäten. Dabei konnten die Rechts- und Wirtschaftswissenschaftliche Fakultät sowie die Philosophische Fakultät bereits den vollen Studienbetrieb gewährleisten. Die 1923 gegründete Philosophisch-theologische Hochschule Regensburg, zuvor bischöfliches Lyzeum, wurde Teil der Regensburger Universität und bildete den Grundstock für den Aufbau der Theologischen Fakultät. Ebenso eingegliedert wurde die 1958 gegründete Pädagogische Hochschule Regensburg, die zuvor zur Universität München gehörte.
Hans Schwemmer war der erste immatrikulierte Student der Universität Regensburg.

### Ab der Gründung

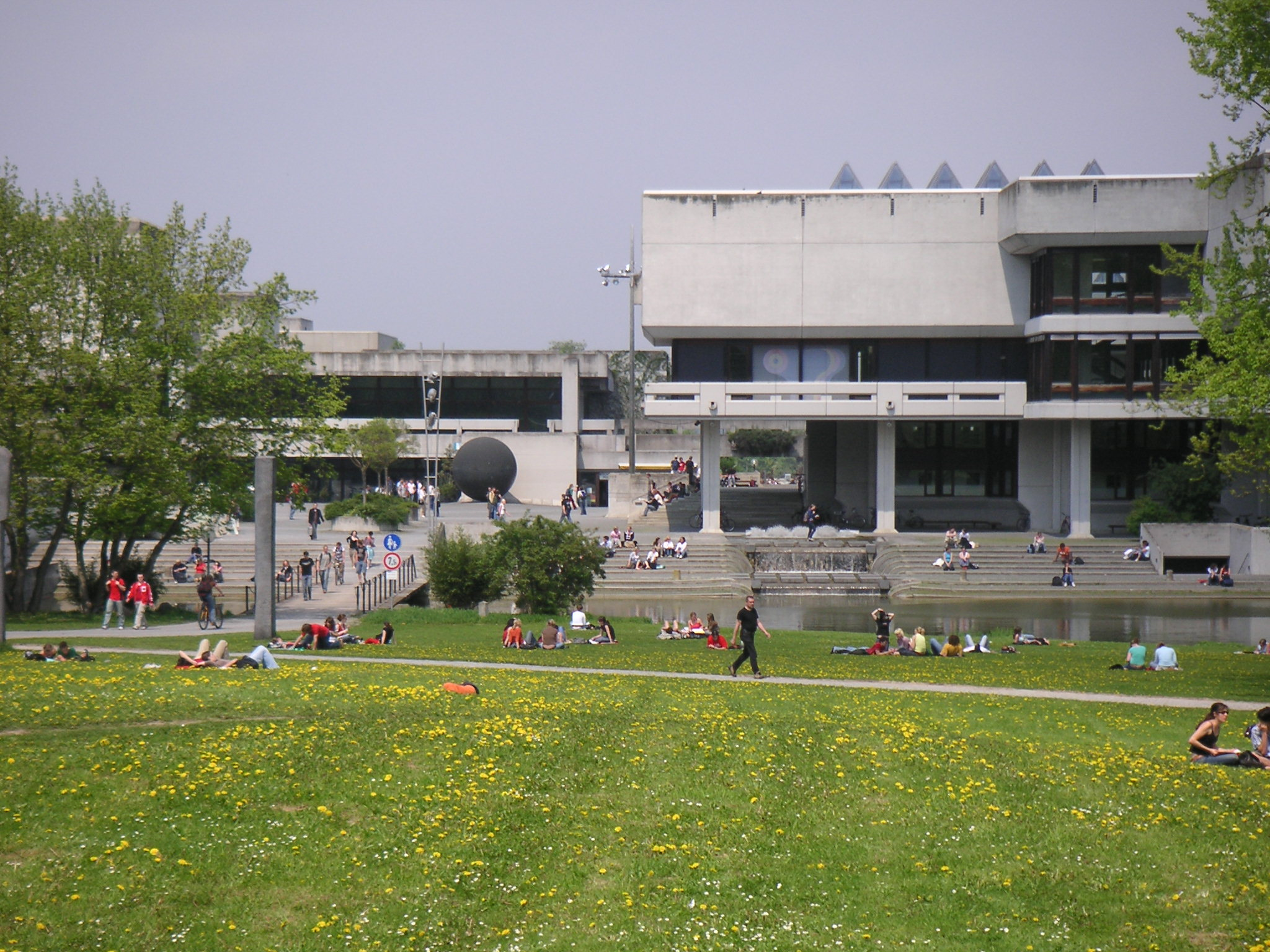
Zentralbibliothek auf dem Campus der Universität Regensburg

Mehr als ein Jahrzehnt dauerte die Errichtung der Universität, von ihrer Grundsteinlegung 1965 bis zur Fertigstellung des vorerst letzten Fakultätsgebäudes im Jahr 1978. Obwohl durch das einheitlich verwendete Material Sichtbeton und der Systembauweise der Gebäudekomplex auf den ersten Blick wie aus einem Guss wirkt, gehen die Entwürfe der einzelnen Gebäudeteile auf eine ganze Reihe von Architekten zurück, unter ihnen zum Beispiel Heinle, Wischer und Partner sowie von Branca und Ackermann. Seit ihrer Fertigstellung ist die Architektur der Regensburger Universität zunächst deutlich in die Jahre gekommen, ihre Bausubstanz hat durch Witterungseinflüsse und Abnutzung stark gelitten und gravierende bauliche Mängel traten hervor. 2008 sicherte die Bayerische Staatsregierung insgesamt 400 Millionen Euro (über einen Zeitraum von zehn Jahren verteilt) für die dringend notwendige Sanierung der Universität Regensburg zu und es kam inzwischen auch zu bemerkenswerten Neubauten (siehe unten). Wegen der verbesserten Haushaltslage konnten bereits 2006 erste Sanierungsarbeiten beginnen. Eine zweijährige Sanierung der Mensa, welche komplett entkernt wurde, wurde im April 2010 abgeschlossen.

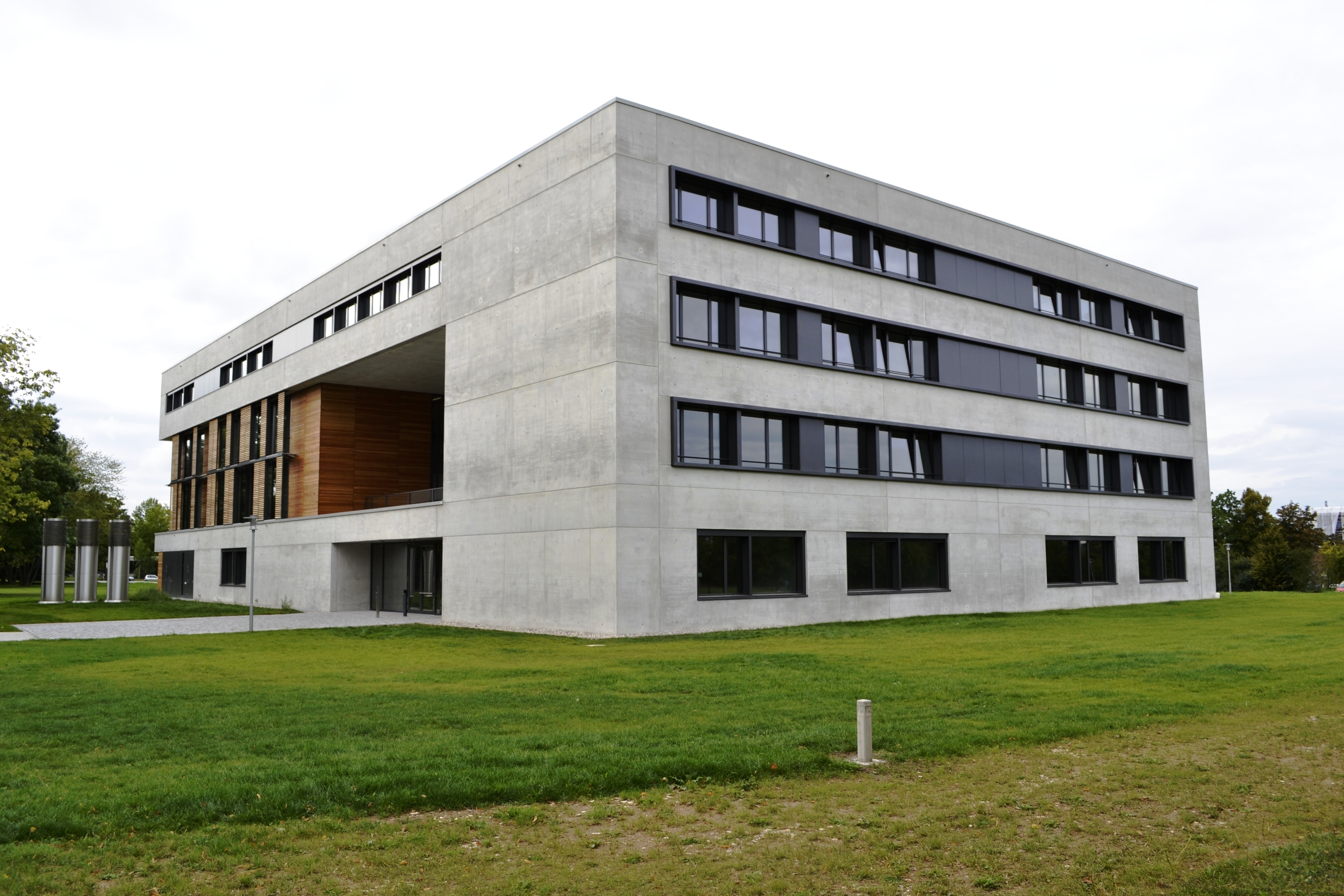
Vielberth-Gebäude der Immobilienwirtschaft

Um die weiter steigende Zahl von Studierenden an der Universität zu bewältigen, wurde 2009/10 auf dem Campus nördlich der juristischen Fakultät mit dem „Vielberth-Gebäude“ des Instituts für Immobilienwirtschaft ein neues Büro- und Hörsaalgebäude errichtet, das vom Freistaat Bayern mit 12,9 Millionen Euro und der Stiftung der Universität mit 3,0 Millionen Euro finanziert wird. Dieses Gebäude – vierstöckig und teilweise mit zeitloser Holzvergitterung à la Alvar Aalto – zeigt auch den Fortschritt in der Architektur seit der Errichtung der ersten Gebäude der Universität. Das vom Frankfurter Architekten Ferdinand Heide geplante Vielberth-Gebäude wurde 2012 von der „Deutschen Universitätsstiftung“ mit dem erstmals vergebenen „Deutschen Hochschulbaupreis“ ausgezeichnet. Die 2013 fertiggestellte zentrale Bushaltestelle der Universität wurde mit dem Deutschen Architekturpreis 2013 ausgezeichnet.
In den Jahren 2010 bis 2014 wurde ein Gebäudekomplex als Ausweichgebäude für die Naturwissenschaften gebaut.
Im Juni 2018 begannen Arbeiten zur Sanierung des Forums und der Tiefgarage West. Ab Herbst 2020 liefen die Bauarbeiten für den ersten Forschungsbau der UR, das „Regensburg Center for Ultrafast Nanoscopy“, kurz: RUN. Ziel des RUN ist es, mit neuartigen höchstauflösenden Zeitlupenkameras die ultraschnellen Quantenbewegungen von Atomen und Molekülen in biologischen Systemen ebenso wie in Nanomaterialien direkt zu beobachten, zu verstehen und für künftige Bio- und Quantentechnologien zu nutzen. Das RUN wurde am 8. Mai 2024 feierlich eröffnet.

### Proteste und Besetzung 2009 und 2010

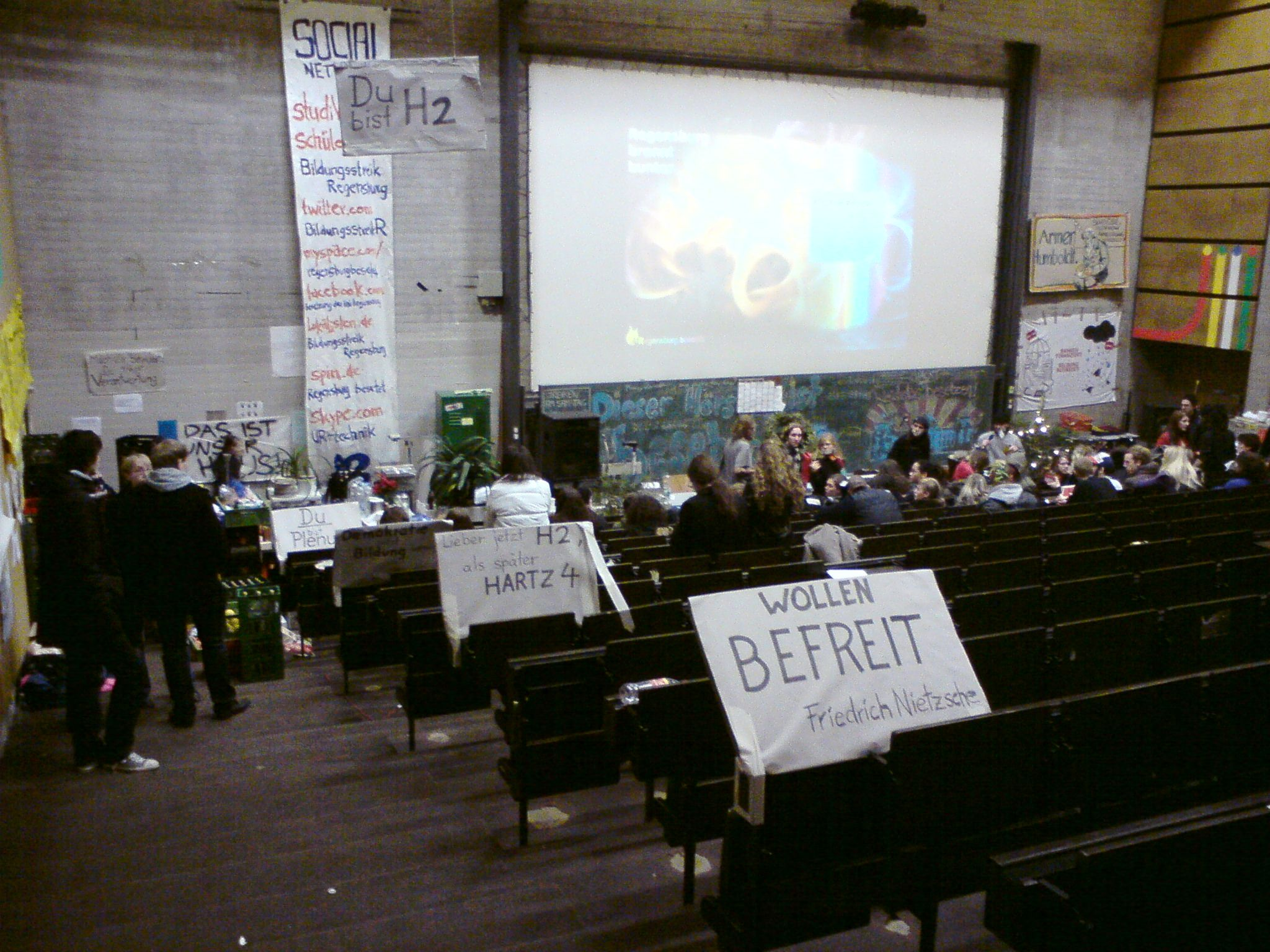
Der besetzte Hörsaal H2 im Dezember 2009

Am 17. November wurde im Rahmen des Aktionstages „Bundesweiter Bildungsstreik 2009“ der Hörsaal 2 der Universität Regensburg von 1700 Studierenden besetzt, um auf die Missstände in vielen Studiengängen und im gesamten deutschen Bildungssystem hinzuweisen. Nach einem Ultimatum der Universitätsleitung räumten die Studierenden die mittlerweile zwei besetzten Hörsäle Ende Dezember, zumal wegen der Schließung der Universität (drastisches Absenken der Heizung u. a.) zwischen dem 23. Dezember 2009 und der Wiedereröffnung erst nach dem 6. Januar 2010 die Fortsetzung der Besetzung ohnehin nicht zweckmäßig gewesen wäre.
Am 7. Januar 2010 nahmen die Studierenden dann erneut beide Hörsäle in Beschlag und zogen zwischenzeitlich in das Verwaltungsgebäude, wo sie bis zum 2. März 2010 blieben. Der Vorsitzende des Senats – Professor Uwe Jannsen, Mathematik – hatte versprochen, sich für die Abschaffung der Anwesenheitspflicht und die Verlängerung der Studienzeit einzusetzen.
2011 besetzten am Abend des 16. November erneut 60 Studierende mit Sofas, Isomatten und Schlafsäcken das Verwaltungsgebäude, das sie am nächsten Tag wieder räumten.

## Kunst auf dem Campus
Kunst begegnet den Angehörigen der Universität Regensburg auf allen Wegen, in den Hörsaalgebäuden, auf dem Weg zur Mensa, aber auch an den Grenzen des Campus, eingewachsen in die Natur. Flaniert man offenen Auges über den Campus, kann man Werke namhafter Künstler entdecken, von denen exemplarisch einige wenige genannt seien: Horst Antes, Wolfgang Bier, Hermann Kleinknecht, Fritz Koenig oder Herbert Peters. Angehaltene Bewegung von Hermann Kleinknecht, für Angehörige der Universität Die Kugel, ist nicht nur zum zentralen Orientierungspunkt des Campus, sondern – sichtbar am Logo der Universität – zu einer Art Wahrzeichen und Identifikationsobjekt avanciert.

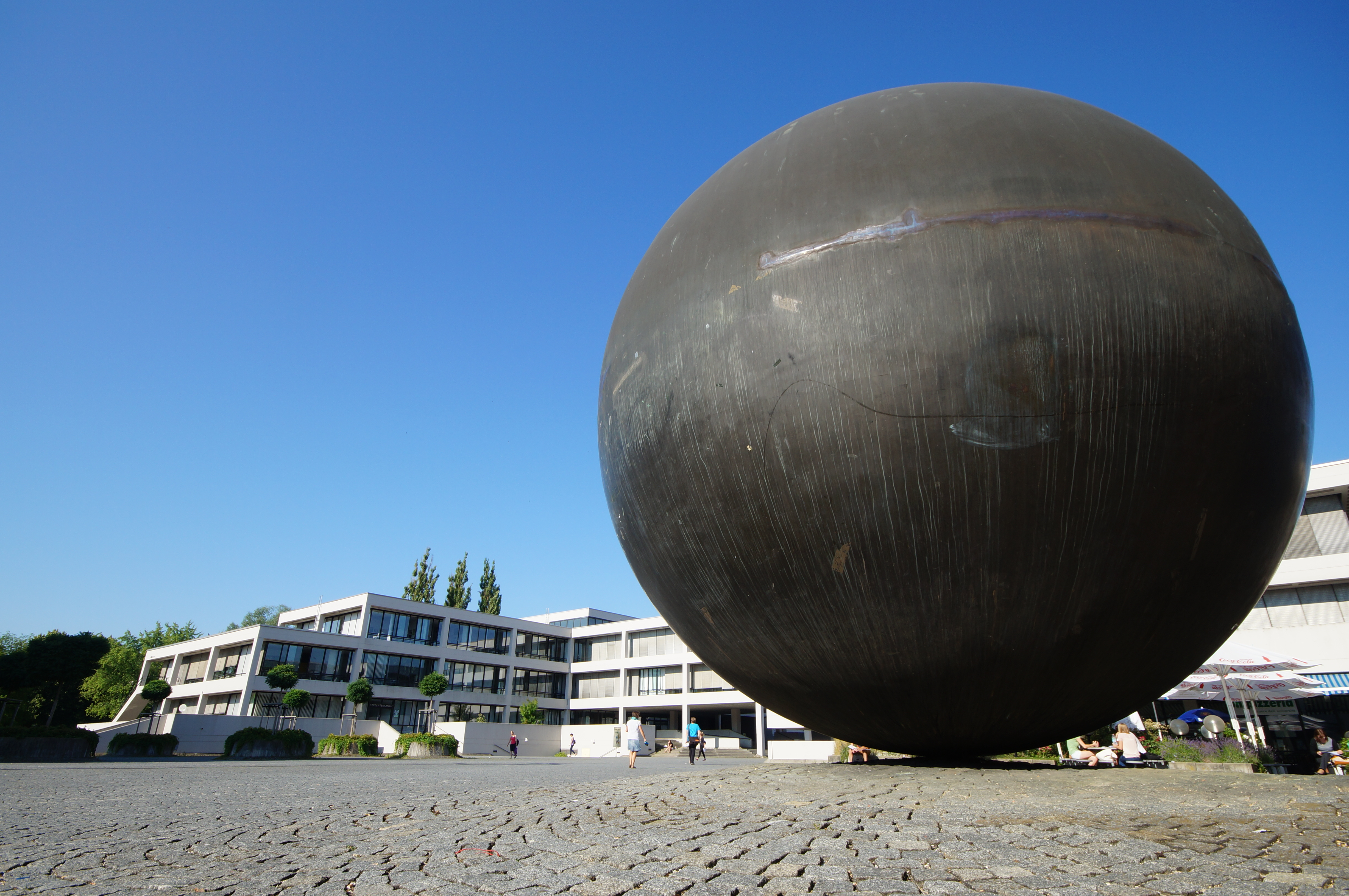
Angehaltene Bewegung, Hermann Kleinknecht, Tombak, 1976/77
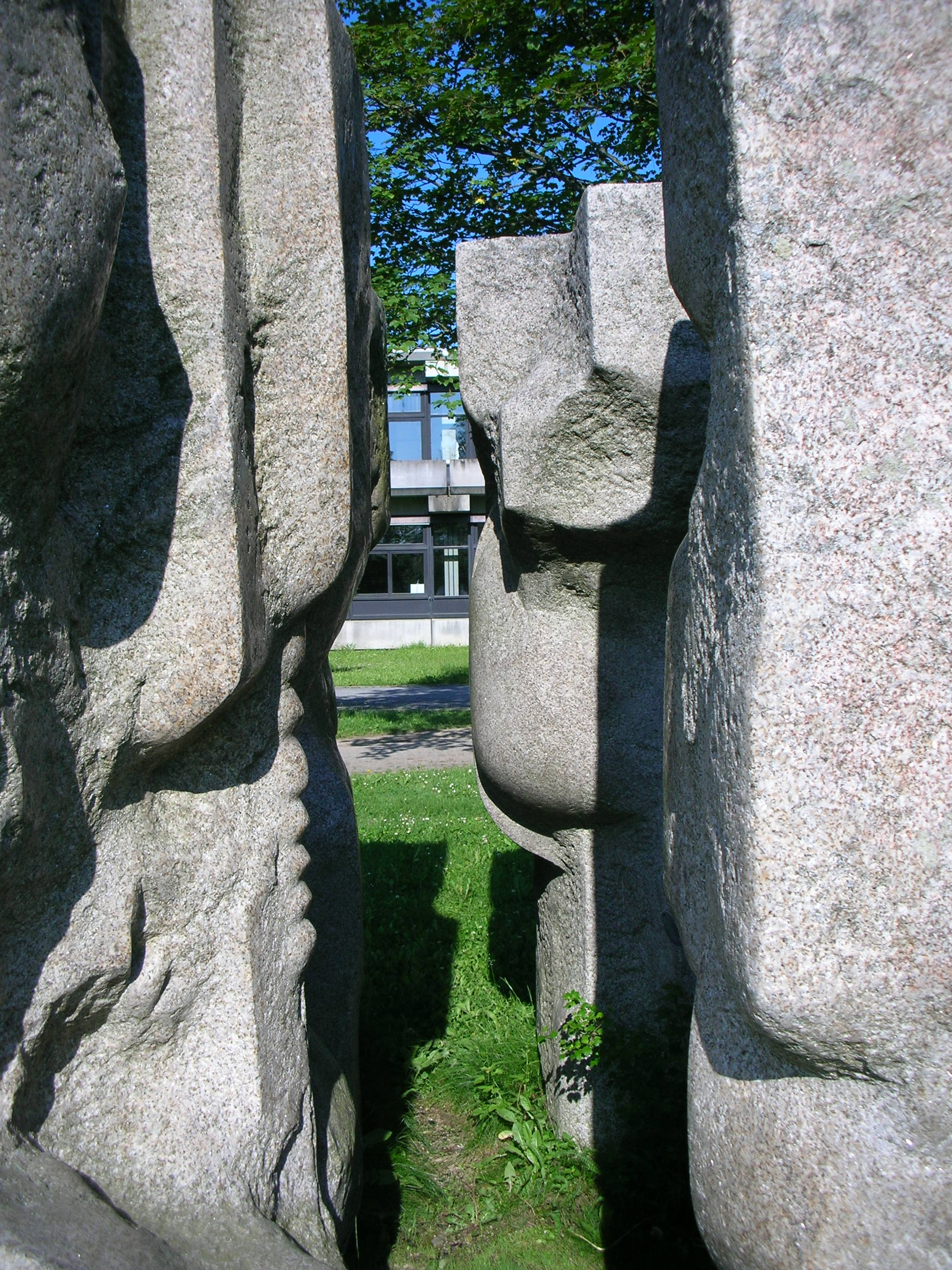
Begehbarer Würfel, Helmut Langhammer, Granit, 1978
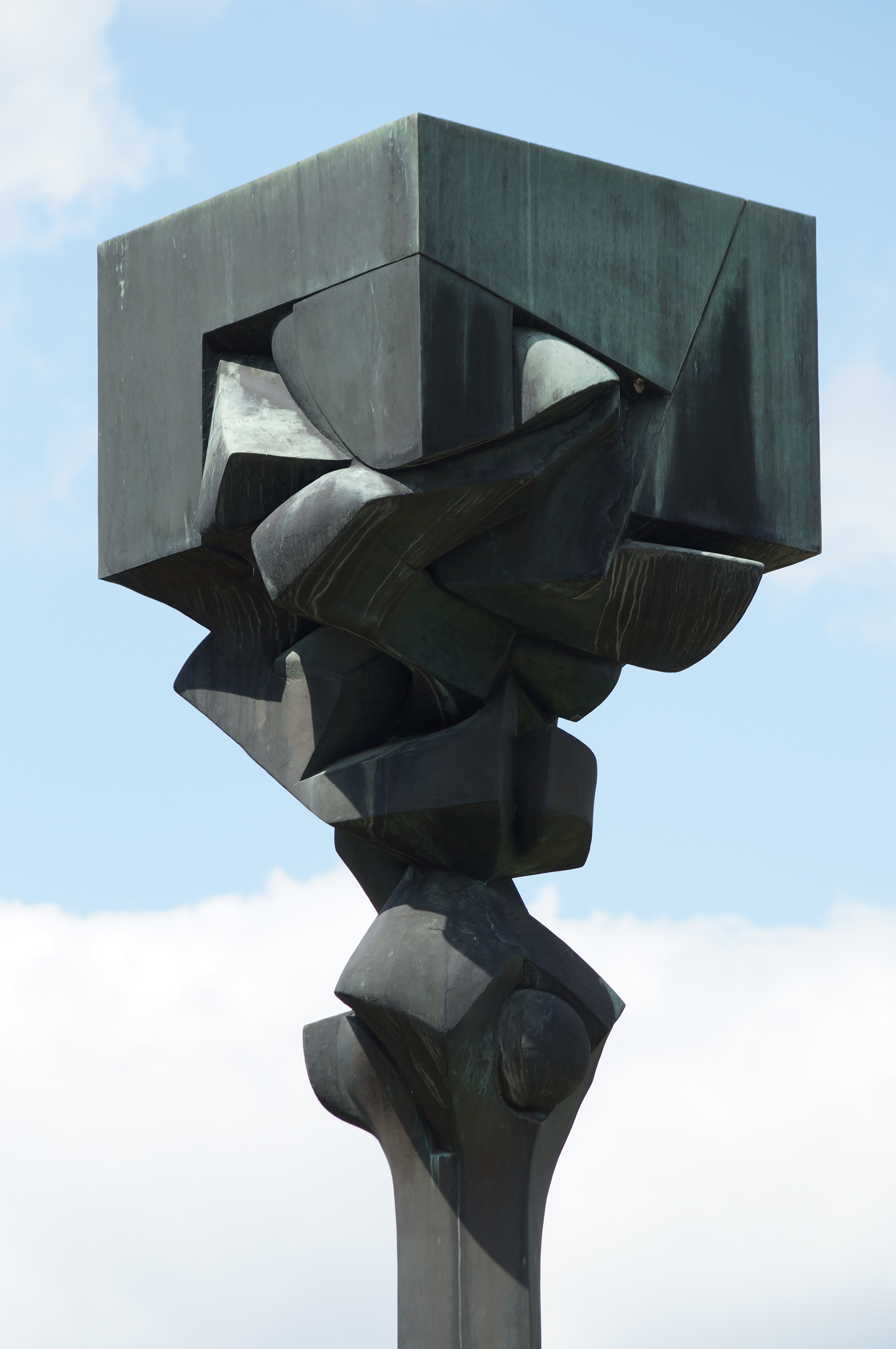
Karyatide R, Fritz Koenig, Bronze, 1968
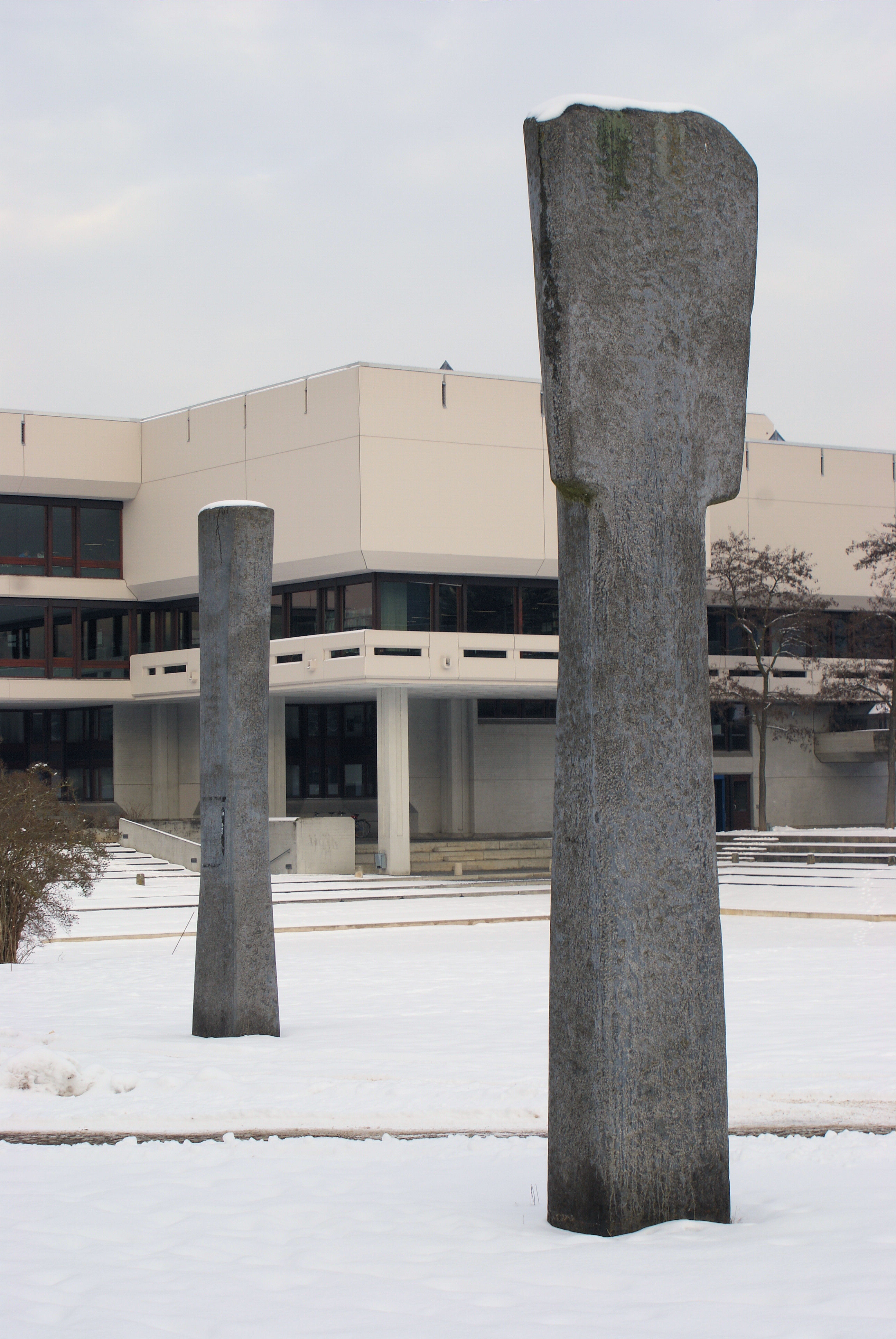
Menschliche Gestalten, Herbert Peters, Granit, 1977
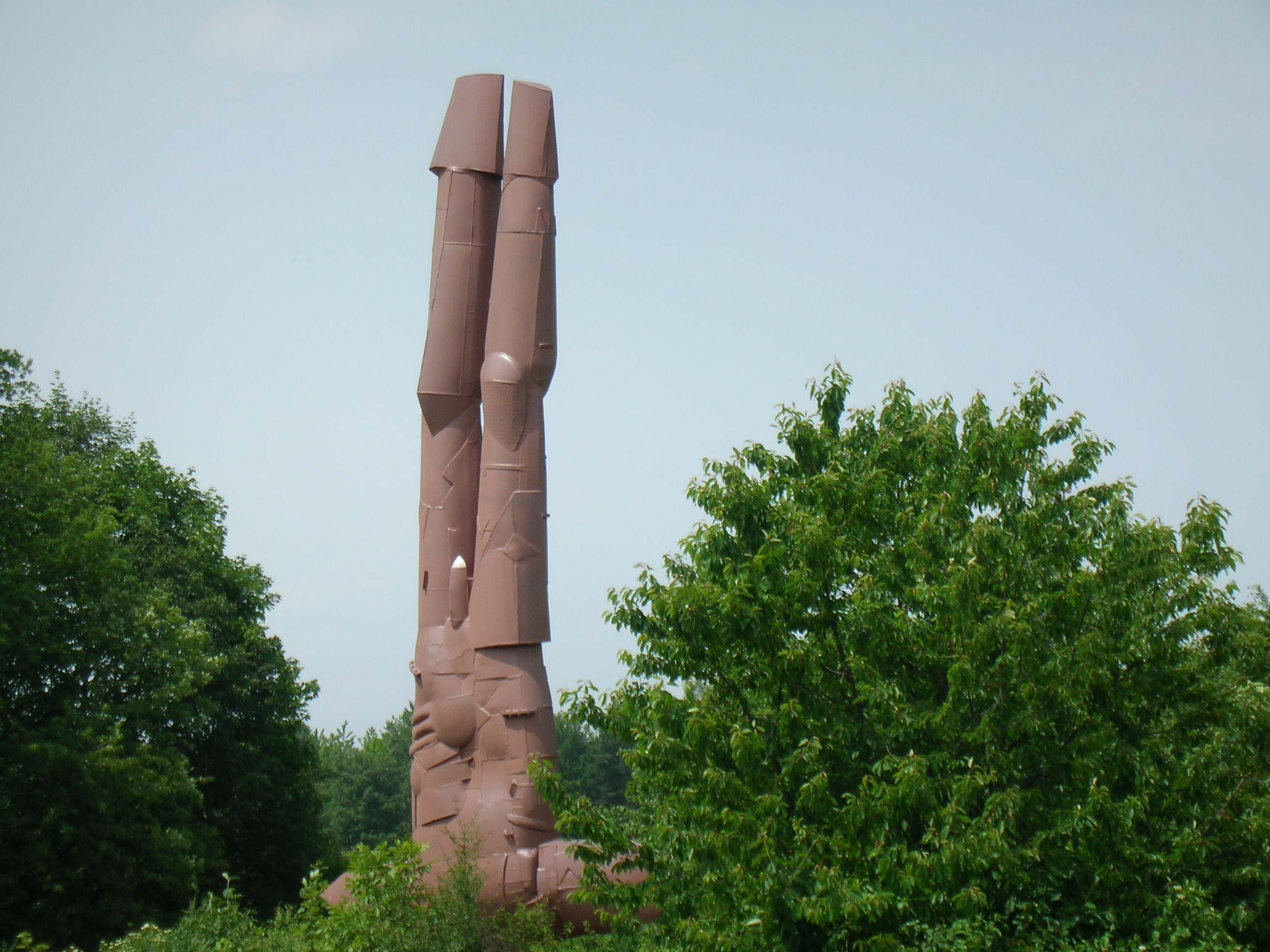
Stürzende Figur, Wolfgang Bier, spritzverzinkter Schrottstahl, 1991

## Schwerpunkte in der Forschung
Die Universität hat durch die Bildung von interfakultären, fachlich-inhaltlichen Schwerpunkten in den Kulturwissenschaften, der Wirtschaftswissenschaft und Informationswissenschaft sowie der Life- und Nano-Sciences nationale und internationale Anerkennung erfahren. Eine Dokumentation der Deutschen Forschungsgemeinschaft (DFG) hat 2009 auch für die Physik einen Spitzenstellung in der Forschung ergeben (1. Platz in Bayern, 3. Platz in Deutschland).
Im Bereich der Geistes- und Kulturwissenschaften ist der Schwerpunkt der Universität Regensburg auf den Osteuropastudien und Südosteuropastudien durch die im November 2012 in Kooperation mit der Ludwig-Maximilians-Universität München eingerichtete Graduiertenschule für Ost- und Südosteuropastudien (DFG GS 1046) weiter ausgebaut worden.
2017 wurde das Institut für Ost- und Südosteuropaforschung (IOS), ein An-Institut der UR, als erste Einrichtung in Regensburg in die renommierte Leibniz-Gemeinschaft aufgenommen, 2022 folgte das aus der UR hervorgegangene Regensburger Centrum für Interventionelle Immunologie (RCI).
Seit 2020 entsteht an der Universität das „Regensburg Center for Ultrafast Nanoscopy“, an dem mit neuartigen, höchstauflösenden Zeitlupenkameras die ultraschnellen Quantenbewegungen von Atomen und Molekülen erforscht werden sollen.
Im Frühjahr 2022 hat der Wissenschaftsrat die Förderempfehlung für das „Center for Immunomedicine in Transplantation and Oncology“ (CITO) an der UR gegeben, einem Zentrum der immunmedizinischen Grundlagenforschung.
Einblicke in aktuelle Forschungsvorhaben und -ergebnisse gibt seit Dezember 2024 der UR Science Blog.
An der Universität Regensburg gibt es derzeit (Juli 2022) folgende von der DFG geförderte Forschergruppen:
Sonderforschungsbereiche (SFBs):
- SFB 1085 Höhere Invarianten – Wechselwirkungen zwischen Arithmetischer Geometrie und Globaler Analysis
- SFB 1277 Emergente relativistische Effekte in der Kondensierten Materie: Von grundlegenden Aspekten zu elektronischer Funktionalität
- SFB 1350 Tubular system and interstitium of the kidney: (Patho-) physiology and crosstalk

Transregio-SFBs:
- SFB/TRR 305 Striking a moving target: From mechanisms of metastatic organ colonisation to novel systemic therapies
- SFB/TRR 325 Kontrolle der chemischen Photokatalyse durch Molekülverbände
- SFB/TR-221 Steuerung der Transplantat-gegen-Wirt- und Transplantat-gegen-Leukämie-Immunreaktionen nach allogener Stammzelltransplantation

Schwerpunktprogramme:
- Schwerpunktprogramm 2256 Variationelle Methoden zur Vorhersage komplexer Phänomene in Strukturen und Materialien der Ingenieurwissenschaften

Graduiertenkollegs:
- GRK 1910 Medizinische Chemie selektiver GPCR Liganden[36]
- GRK 2174 Neurobiology of Emotion Dysfunctions[37]
- GRK 2337 Metropolität in der Vormoderne[38]
- GRK 2339 IntComSin: Grenzflächen, komplexe Strukturen und singuläre Grenzwerte in der Kontinuumsmechanik – Analysis und Numerik
- GRK 2620 Ionenpaareffekte in molekularer Reaktivität

DFG-geförderte Forschergruppen:
- FOR 2101 Urbane Ethiken, Konflikte um gute städtische Lebensführung im 20. und 21. Jahrhundert
- FOR 2127 Selektion und Adaptation während der metastatischen Krebsprogression
- FOR 2251 Adaption und Persistenz von Acinetobacter baumannii, einem Pathogen mit zunehmender Bedeutung
- FOR 2281 Sociality and the Reversal of the Fecundity-Longevity Trade-off
- FOR 2407 Exploring Articular Cartilage and Subchondral Bone Degeneration and Regeneration in Osteoarthritis (ExCarBon)
- FOR 2858 Bedeutung des Translokator Proteins (18kDa) (TSPO) als diagnostische und therapeutische Zielstruktur im Nervensystem
- FOR 2926 Next Generation Perturbative QCD for Hadron Structure: Preparing for the Electron-Ion Collider
- KFO 262 Der Tumormetabolismus als Modulator der Immunantwort und Tumorprogression
- KFO 243 Early Immunological Determinants of Late Transplant Outcome

Kolleg-Forschungsgruppe:
- Jenseits des Kanons: Heterotopien religiöser Autorität im spätantiken Christentum (DFG-Kolleg-Forschergruppe 2770) (Tobias Nicklas, Harald Buchinger, Andreas Merkt)[39]

DFG-geförderte Graduiertenschule:
GS 1046 Graduiertenschule für Ost- und Südosteuropastudien
Leibniz-WissenschaftsCampus:
Von der Leibniz-Gemeinschaft wird seit 1. Mai 2019 der Leibniz-WissenschaftsCampus „Europa und Amerika in der modernen Welt. Transformationen und Friktionen der Globalisierung in Vergangenheit und Gegenwart“ gefördert. Dieser ist eng mit dem Leibniz-Institut für Ost- und Südosteuropaforschung (IOS) verknüpft.
Spitzenprofessur
Julie Casteigt ist in der Förderlinie „Distinguished Professorships“ des bayerischen Spitzenprofessurenprogramms (SPP) 2024 ausgewählt. Die Spitzenprofessur trägt den Titel „Philosophische Grundfragen der Theologie - Die philosophische Rezeption der Bibel im Mittelalter und ihre Interpretation in der ‚longue durée‘“. Sie unternimmt die digitale und problemorientierte Edition einer Sammlung von mittelalterlichen Kommentaren und Predigten zum Johannesevangelium. Die Spitzenprofessur wird durch das Staatsministerium für Wissenschaft und Kunst des Freistaates Bayern gefördert.
Einen weiteren wichtigen Schwerpunkt stellt „Das Forum Mittelalter der Universität Regensburg“ dar, das vielfältige Begegnungen mit dem Mittelalter ermöglicht. Derzeit sind im Rahmen des Forums zwei interdisziplinäre Studiengänge angesiedelt: der Master-Studiengang „Kulturgeschichte Mittelalter-Studien“ und die Studieneinheit „Mittelalter“. Das Forum organisiert in jedem Sommersemester eine interdisziplinäre Ringvorlesung sowie im Herbst eine regelmäßige Jahrestagung. Seit 2005 wird vom Forum Mittelalter die Publikationsserie „Forum Mittelalter-Studien“ geführt.
In den letzten Jahren hat sich Regensburg ferner zu einem bedeutenden Biotechnologie-Standort entwickelt. Durch den seit einigen Jahren bestehenden BioPark soll die Zusammenarbeit zwischen der freien Wirtschaft und der Universität in diesem Bereich gefördert werden. In den Gebäuden, die im Anschluss an die Fakultät für Chemie und Pharmazie errichtet wurden, arbeiten Existenzgründer Seite an Seite mit universitären Einrichtungen wie z. B. dem Kompetenzzentrum für Fluoreszente Bioanalytik. Im Oktober 2009 wurde der Grundstein für das dritte Gebäude BioPark III gelegt. Mit der Biosensorik hat sich Regensburg sogar in einem bundesweiten Wettbewerb behaupten können.
Forschungsbau RUN
2024 wurde an der Universität Regensburg das „Regensburg Center for Ultrafast Nanoscopy“ – kurz: RUN feierlich eröffnet. Ziel des RUN ist es, mit neuartigen höchstauflösenden Zeitlupenkameras die ultraschnellen Quantenbewegungen von Atomen und Molekülen in biologischen Systemen ebenso wie in Nanomaterialien direkt zu beobachten, zu verstehen und für künftige Bio- und Quantentechnologien zu nutzen. Mithilfe des RUNs soll es in Zukunft möglich sein, diesen Nanokosmos der belebten und unbelebten Natur im Detail darzustellen und zu verstehen. Dazu arbeiten Wissenschaftlerinnen und Wissenschaftler aus den Fakultäten für Biologie und Vorklinische Medizin, für Chemie und Pharmazie sowie für Physik der Universität Regensburg zusammen, um mithilfe des jeweiligen Expertenwissens ein fachübergreifendes Verständnis biologisch, chemisch und physikalisch relevanter ultraschneller atomarer Dynamik zu erarbeiten.

## Eliteförderung
Im Elitenetzwerk Bayern ist die Einrichtung an fünf Elite-Studiengängen beteiligt; bei zweien davon ist sie Sprecheruniversität. Daneben ist sie an drei internationalen Doktorandenkollegs beteiligt. Damit ist sie eine der am meisten geförderten Universitäten in diesem Netzwerk.
Die vier Elite-Studiengänge sind:
- Honors-Wirtschaftswissenschaften (als Sprecheruniversität)
- Physik (Erlangen-Regensburg), mit integriertem Doktorandenkolleg
- Osteuropastudien
- Advanced Synthesis and Catalysis (Syncat) (als Sprecheruniversität)[46]

Die drei internationalen Doktorandenkollegs sind:
- Evidence-Based Economics
- Topologische Isolatoren
- Receptor Dynamics: Emerging Paradigms for Novel Drugs

## Nachhaltigkeit
Auf eine Initiative des Studentischen Sprecher*innenrats hin wurde 2019 ein Green Office gegründet, das Studierende und Universitätsmitarbeiter dabei unterstützen soll, das Thema Nachhaltigkeit in verschiedenen Dimensionen (ökologisch, sozial und ökonomisch) zu beleuchten. 2023 wurde ein Beauftragter der Universitätsleitung für Nachhaltigkeit bestellt. Im November 2023 beschloss die Universitätsleitung eine Nachhaltigkeitsstrategie der Universität Regensburg 2023 - 2027, deren erster Entwurf im Januar 2023 vom „AG Campus der Zukunft“ (studentischer Sprecher:innenrat, „Netzwerk Nachhaltigkeit“ und Green Office) erarbeitet wurde.

## Gleichstellung und Frauenförderung
Die Universität verfügt über eine Koordinationsstelle Chancengleichheit und Familie, die unter anderem die Förderung des weiblichen wissenschaftlichen Nachwuchses betreibt. Die Universität hat sich erfolgreich an der zweiten Runde des Professorinnenprogramms beteiligt, aus dem die Anschubfinanzierung einer W3-Professur und andere Stipendien finanziert werden.

## Rankings
- Im normalisierten Ranking des Nature Index belegte die Universität Regensburg für das Jahr 2018 Platz 1 unter den deutschen Forschungseinrichtungen.[50]
- Im „CWTS Leiden Ranking 2018“ erreichte die Universität einen Platz unter den Top 500 weltweit (https://www.leidenranking.com/)
- Beim QS World University Ranking 2016 erreichte die Universität einen Platz in den Top-500 weltweit (Platz 461–470).[51]
- Im Shanghai-Ranking rangierte die Universität Regensburg in den Jahren 2018 bis 2021 auf den Plätzen 501–600.[52]
- Das Center for World University Rankings (CWUR) listete die Universität Regensburg im Jahr 2018 auf Rang 327 im weltweiten Vergleich.[53]
- Im Handelsblatt-Ranking 2014 der besten BWL-Fakultäten des deutschsprachigen Raumes schaffte die Universität Regensburg den Sprung in die Top 25.[54]

## Besonderheiten und aktuelle Entwicklungen
- Seit 2020 ist die Universität Regensburg Mitglied im iSchool-Konsortium führender akademischer Institute und Fakultäten auf dem Gebiet der Informationswissenschaft.[55]
- An Zusatzstudiengängen bietet die Universität Regensburg als einzige in Bayern ein Zusatzstudium in Sprecherziehung[56] sowie eine studienbegleitende IT-Ausbildung und eine Fremdsprachen-Ergänzungsausbildung an.
- Das Forum Mittelalter hat vor dem Hintergrund der Regensburger Stadtgeschichte einen mediävistischen Forschungsschwerpunkt etabliert.[57]
- Im Sommersemester 2007 wurde mit Hilfe von Studienbeiträgen ein Mediencenter eingerichtet.
- Auf den zunehmenden internationalen Wettbewerb bereitet sich die Universität Regensburg durch die Entwicklung modularisierter internationaler Studiengänge (wie Deutsch-Französische Studien oder Ost-West-Studien) und im Zuge des Bologna-Prozesses mit der Einführung international anerkannter Studienabschlüsse (B.A. / M.A.) und durch die Entwicklung weiterer innovativer Fachprofile vor.
- Ein Internationales Qualitätsnetzwerk Medizinische Chemie befasst sich interdisziplinär mit der Entwicklung neuer Medikamente und Wirkstoffe.
- Seit 2008 hat die Universität über den Lehrstuhl für Politische Philosophie und Ideengeschichte (Karlfriedrich Herb, Politikwissenschaft) Teil am Bayerischen Zentrum für Politische Theorie (BayPol).
- Ende März 2010 bewarb sich die Universität zusammen mit der Hochschule Regensburg und der Stadt Regensburg um die Neugründung einer Technischen Universität.[58]

## Campus und Studentenleben

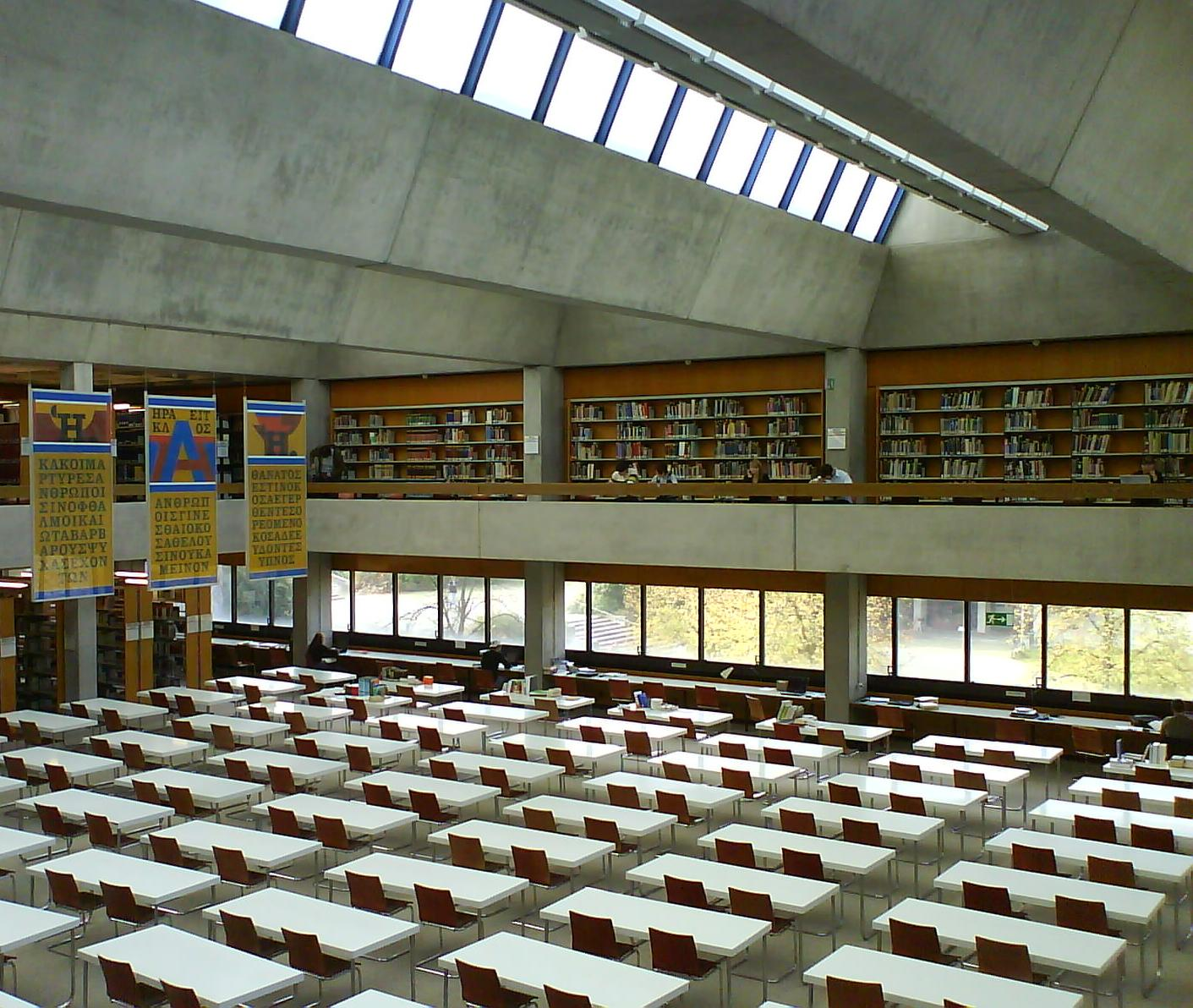
Teilbibliothek Philosophicum 2

Die Universität liegt – als geschlossener Campus mit Bus–Bahnhof, Kindergarten und -krippe – ca. 2 km südlich von Innenstadt, Altstadt und Hauptbahnhof auf der sog. Ziegetsdorferer Anhöhe. Ca. 1 km südlicher jenseits der A3, über eine Brücke fußläufig erreichbar, befindet sich das Universitätsklinikum (Vollklinikum), ergänzt durch die 2010 eingeweihte Kinder-Uni-Klinik Ostbayern KUNO.
Dem nördlichen Uni-Campus westlich benachbart liegen die Gebäude des Bezirksklinikums, in denen auch die Klinik und Poliklinik für Psychiatrie und Psychotherapie der Universität Regensburg untergebracht ist.
Dem südlichen Uni-Campus westlich benachbart ist der weitgehend zeitgleich mit der Universität erweiterte, heute dicht bebaute Stadtteil Ziegetsdorf. Dort befinden sich mehrere Studentenwohnheime.
Campus-Atmosphäre und kurze Wege kommen einem zügigen Studium entgegen. Hierzu trägt auch die Universitätsbibliothek bei, deren Bestand ca. 3,5 Millionen Bände sowie eine Vielzahl an elektronischen Zeitschriften umfasst, die in der Zentralbibliothek und in elf Teilbibliotheken aufgestellt sind; auch Computer sind vorhanden. Weiterhin als zentrale Einrichtung besteht das Universitätsarchiv. Die Universität wurde weitestgehend behindertengerecht ausgebaut und auch entsprechend ausgestattete Wohnanlagenplätze stehen zur Verfügung.
Die Universität beschäftigt, einschließlich des angeschlossenen Universitätsklinikums, etwa 3.400 Angestellte, davon 315 Professorinnen und Professoren, und bildet rund 21.000 Studierende aus. Das Freizeitangebot wird durch ein reges kulturelles Leben in der Stadt und auf dem Campus bereichert, so existieren drei Orchester, zwei Bigbands, ein großer Universitätschor, ein neuer Kammerchor, der A-cappella-Chor Jazznuts, Jazz-Combos, Bläser-Formationen und anderen Gruppen. Darüber hinaus sind rund ein Dutzend studentische Theatergruppen am Campus aktiv, für die im Studentenhaus eine eigene Theaterbühne zur Verfügung steht.
Bereits mehrfach, zuletzt im September 2022, wurde an der Universität die Frühjahrstagung der Deutschen Physikalischen Gesellschaft Sektion Kondensierte Materie abgehalten. Um ausreichend Platz für die Vorträge und Präsentationen der 5.000 Teilnehmer zu erhalten, wurde der gesamte Campus, insbesondere alle Hörsäle einschließlich der Zusatzflächen, genutzt.

## Studentenorganisationen

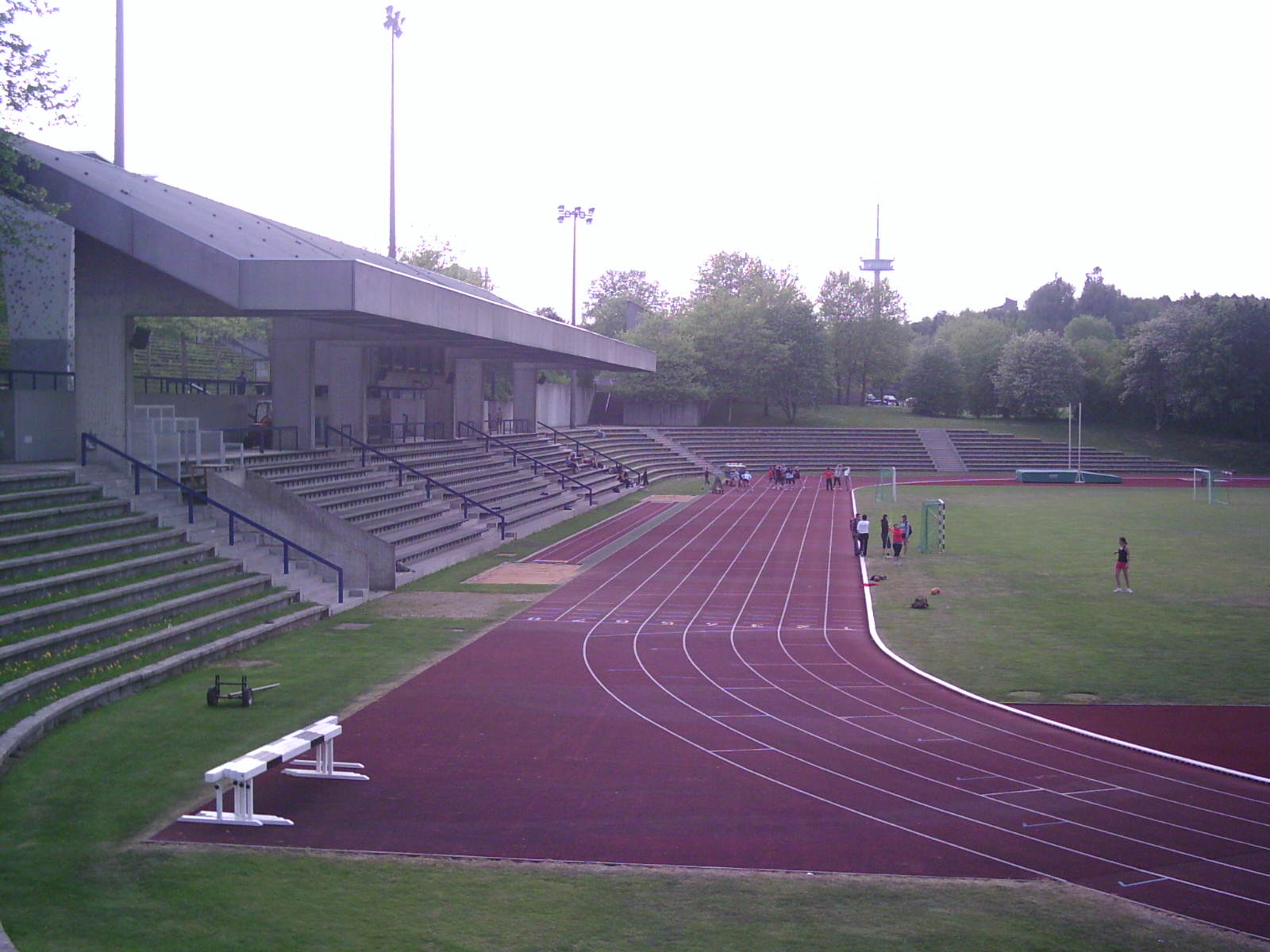
Leichtathletikbahn in der Straße am Biopark

### Die wichtigsten politischen Hochschulgruppen
Folgende Hochschulgruppen sind neben den Fachschaften im Studentischen Konvent vertreten.
- Grüne Hochschulgruppe (GHG)
- Bunte Liste
- LAF/Juso
- Ring Christlich Demokratischer Studenten Regensburg e. V. (RCDS)
- Liberale Hochschulgruppe (LHG)
- Die Partei

### Studentisches Leben
- Fips e. V. (Fachschaftsinitiative parteiunabhängiger Studenten)[65]
- Campus Regensburg e. V.[66]
- Enactus Regensburg e. V.
- AIESEC, Lokalkomitee Regensburg der internationalen Studentenorganisation
- (Community of Real Estate), Studentenvereinigung der International Real Estate Business School
- El§a e. V. – European Law Students’ Association
- Evangelische Studierendengemeinde
- Hochschul-SMD Regensburg (Studentenmission in Deutschland)[67]
- International Students Network Regensburg e. V.
- intouchCONSULT e. V. – Studentische Unternehmensberatung; auch für OTH Studierende
- Investment Club Regensburg e. V. – Studentischer Börsenverein, auch für OTH Studierende[68]
- Junges Europa e. V.
- Katholische Hochschulgemeinde
- Lautschrift, Die Studierendenzeitschrift der Universität Regensburg
- Studentenfunk e. V.
- Studikino Regensburg e. V.[69]

## Auslandsbeziehungen
Die Universität unterhält gegenwärtig rund 320 Hochschul-Partnerschaften in Asien, Australien, Europa, Nord- und Südamerika, davon etwa 250 in Europa. Seit der Öffnung des Programms für die assoziierten Staaten nimmt die Zahl der Partnerhochschulen aus den Ländern Mittel- und Osteuropas, aus Zypern und den baltischen Staaten ständig zu; aus Ost- und Südosteuropa stammen über ein Drittel der ausländischen Studierenden auf dem Regensburger Campus.
Bevorzugte Zielländer bei den Regensburger Studierenden sind allerdings nach wie vor Großbritannien, gefolgt von Frankreich, Italien und Spanien. US-amerikanische Partneruniversitäten sind u. a. die American University, Washington D.C., die University of California, San Diego, die University of Colorado, Boulder und die Vanderbilt University, Nashville. An zwei lateinamerikanischen Universitäten, der Universidad de los Andes, Mérida (Venezuela), und der Universidad de Guanajuato, Mexiko, stehen mehrere Studienplätze zur Verfügung. An der Kanazawa-Universität, Japan und an der Korea University, Seoul, haben Regensburger Studierende die Möglichkeit, an einem Unterrichtsprogramm in englischer Sprache, oder, je nach Sprachkenntnissen, am regulären Lehrprogramm teilzunehmen.

## Universität für Kinder
Im Rahmen offizieller Kinder-Vorlesungen, die jeweils im Sommersemester stattfinden, haben auch Kinder von 8 bis 13 Jahren die Möglichkeit, die Universität zu besuchen. Die fünf bis sechs kindgerechten Vorträge von Professoren der Universität und der Hochschule Regensburg werden ermöglicht durch die Förderung des Sponsors Infineon.

## Persönlichkeiten
Die Universität ehrt verdiente Persönlichkeiten als Ehrenmitglieder und Ehrensenatoren, vergibt die Universitätsmedaille „bene merenti“ und die Ehrennadel.